# Mikhail Zaritskiy
Mikhail Zaritskiy (ur. 3 stycznia 1973 w Leningradzie) – luksemburski piłkarz pochodzenia rosyjskiego występujący na pozycji napastnika.

## Kariera klubowa
Zaritskiy seniorską karierę rozpoczynał w 1991 roku w radzieckim zespole Zenit Petersburg. W tym samym roku trafił do niemieckiej Borussii Mönchengladbach. Przez 2 lata nie rozegrał tam jednak żadnego spotkania. W 1993 roku przeszedł do luksemburskiego Aveniru Beggen. W 1994 roku zdobył z nim mistrzostwo Luksemburga oraz Puchar Luksemburga. W 1996 roku został królem strzelców Nationaldivisioun.
W 1996 roku Zaritskiy odszedł do Sportingu Mertzig. W 1997 oraz w 1998 ponownie zostawał królem strzelców Nationaldivisioun. W tamtych latach był także wybierany Piłkarzem Roku w Luksemburgu. W 1998 roku przeszedł do niemieckiego drugoligowca, Fortuny Kolonia. W 2. Bundeslidze zadebiutował 15 sierpnia 1998 roku w przegranym 2:3 pojedynku z Tennis Borussią Berlin. Przez rok w barwach Fortuny rozegrał 7 spotkań.
W 1999 roku Zaritskiy trafił do greckiego AO Ajos Nikolaos, ale w 2000 roku wrócił do Sportingu Mertzig. W 2002 roku zakończył tam karierę.

## Kariera reprezentacyjna
W reprezentacji Luksemburga Zaritskiy zadebiutował 10 marca 1999 roku w przegranym 1:2 towarzyskim meczu z Islandią. W latach 1999–2002 w drużynie narodowej rozegrał 15 spotkań.